# هوارد راسيل باتلر
هوارد راسيل باتلر (بالإنجليزية: Howard Russell Butler)‏ هو رسام ومحامي أمريكي، ولد في 3 مارس 1856 في نيويورك في الولايات المتحدة، وتوفي في 22 مايو 1934 في برينستون في الولايات المتحدة.